# نويل ماير
نويل ماير (بالإنجليزية: Noël Meyer)‏ هو منافس ألعاب قوى جنوب أفريقي، ولد في 20 أبريل 1988.

## وصلات خارجية
- نويل ماير على موقع الاتحاد الدولي لألعاب القوى (الإنجليزية)